# William A. Harris
William Alexander Harris, född 29 oktober 1841 nära Luray, Virginia, död 20 december 1909 i Chicago, Illinois, var en amerikansk politiker (populist). Han representerade delstaten Kansas i båda kamrarna av USA:s kongress, först i representanthuset 1893–1895 och sedan i senaten 1897–1903.
Harris studerade vid Columbian College (numera George Washington University) och Virginia Military Institute. Han deltog i amerikanska inbördeskriget i Amerikas konfedererade staters armé. Han flyttade 1865 till Kansas.
Harris blev invald i representanthuset i kongressvalet 1892. Han förlorade sitt mandat två år senare. Han var sedan ledamot av delstatens senat 1895–1896. Han efterträdde 1897 partikamraten William A. Peffer som senator för Kansas. Harris ställde upp för omval efter en mandatperiod i senaten men förlorade mot republikanen Chester I. Long.
Harris avled 1909 och gravsattes på Oak Hill Cemetery i Lawrence, Kansas.